# Jurij Postrigaj
Jurij Viktorovitj Postrigaj (ryska: Юрий Викторович Постригай), född den 31 augusti 1988 i Jekaterinburg, Ryssland, är en rysk kanotist.
Han tog OS-guld i K-2 200 meter i samband med de olympiska kanottävlingarna 2012 i London.